# Marey-lès-Fussey
Marey-lès-Fussey település Franciaországban, Côte-d’Or megyében. Lakosainak száma 84 fő (2022. január 1.). Marey-lès-Fussey Arcenant, Villers-la-Faye, Échevronne, Fussey és Meuilley községekkel határos.

## Népesség
A település népességének változása:
| Lakosok száma | 59   | 61   | 76   | 72   | 61   | 58   | 56   | 56   | 65   | 84   |
|               | 1968 | 1982 | 1990 | 2006 | 2013 | 2015 | 2017 | 2019 | 2020 | 2022 |